# Gazeta FM (São Paulo)
Gazeta FM é uma estação de rádio brasileira sediada na cidade de São Paulo, capital do estado homônimo. Opera nos 88.1 MHz em FM e pertence à Fundação Cásper Líbero. Possui programação musical diversificada, entre sucessos clássicos e atuais; promove shows dos artistas favoritos da rádio e eventos como o Projeto Verão, festas juninas, comemorações de aniversários de artistas e há anos está entre as dez melhores colocadas em São Paulo. A equipe de jornalismo da Gazeta FM trabalha 24 horas trazendo notícias e campanhas sociais em sua programação.

## História
Nos anos 50, a Gazeta FM se chamava PRA-6 Rádio Gazeta, também pertencente a Fundação Cásper Líbero, já operava em  frequência modulada, após conseguir sua concessão com o Ministério de Viações e Obras Públicas. Uma de suas primeiras transmissões feitas foram as festividades do IV Centenário de São Paulo, em 9, 10 e 11 de julho de 1954. No início, a estação passou um bom tempo retransmitindo uma rádio principal e sendo utilizada como canal de serviços, como por exemplo, comunicação entre uma equipe técnica de uma reportagem externa, a qual possuíam informações internas. A maioria das emissoras FM passaram por essa condição.
Na primeira metade do ano de 1970, a inspiração e referência para o formato de programação musical veio das rádios dos Estados Unidos, após uma viagem do diretor da Rádio e TV Gazeta Marco Aurélio Rodrigues da Costa para o país que já possuía esse estilo de programação. Dessa maneira, a rádio Gazeta FM ganhou seu perfil e sua programação própria. No começo, alguns horários eram locados e transmitia uma programação voltada à música clássica. Nessa época, a rádio ganhou vários prêmios. Já nos anos 90, a rádio se consolida como uma rádio popular que trazia novas tendências e com maior potência de transmissão.    

## Equipe
- Daniel Rivera
- Fernando Alves
- Fernando Moreno
- Henrique Terra
- JB
- Luiz Torquato
- Pérsio Jr.
- Sergio Luiz

## Programação
- Bom dia São Paulo
- Trinca de Ases (Promoção fixa que acontece em diferentes horários)
- As Melhores de São Paulo ("As mais pedidas")
- Ligação
- Ligação Saudade
- São Paulo à noite
- Madrugada Viva